# IC 2061
IC 2061 је ознака објекта на координатама са ректансцензијом 4h 24m 0,0s и деклинацијом + 21° 5" 0'. Открио га је Делајл Стјуарт, 1899. године. Каснијим посматрањима на том положају није уочен никакав астрономски објекат.